# Multicert
A Multicert é uma empresa portuguesa de certificação digital presente em mais de dez países e líder na emissão de certificados digitais em Portugal, com mais de quatro milhões emitidos em 2010 através das suas várias plataformas. Até 2020, era detida 40% pela SIBS, 20% pelos CTT, 20% pela INCM e 20% pela Altice Portugal. A SIBS, que já tinha 40%, passou a ser a única acionista da empresa.
A Multicert comercializa serviços de certificação digital, onboarding e contratação digital, soluções avançadas de pki, fatura eletrónica, voto eletrónico e cibersegurança. Esteve envolvida na criação do cartão de cidadão e do passaporte eletrónico português, e foi uma das três empresas que participou nas experiências piloto de voto eletrónico em Portugal realizadas em 2004 e 2005.
De tecnologia 100% portuguesa, a Multicert atua no mercado nacional e tem projetos internacionais, como o Cartão de Cidadão, Passaporte Eletrónico e Carta de Condução Eletrónica em vários países.
Em 2021, a SIBS e a Multicert criaram a unidade de cibersegurança do grupo SIBS - o SIBS CyberWatch.